# Dorfkirche Motzen

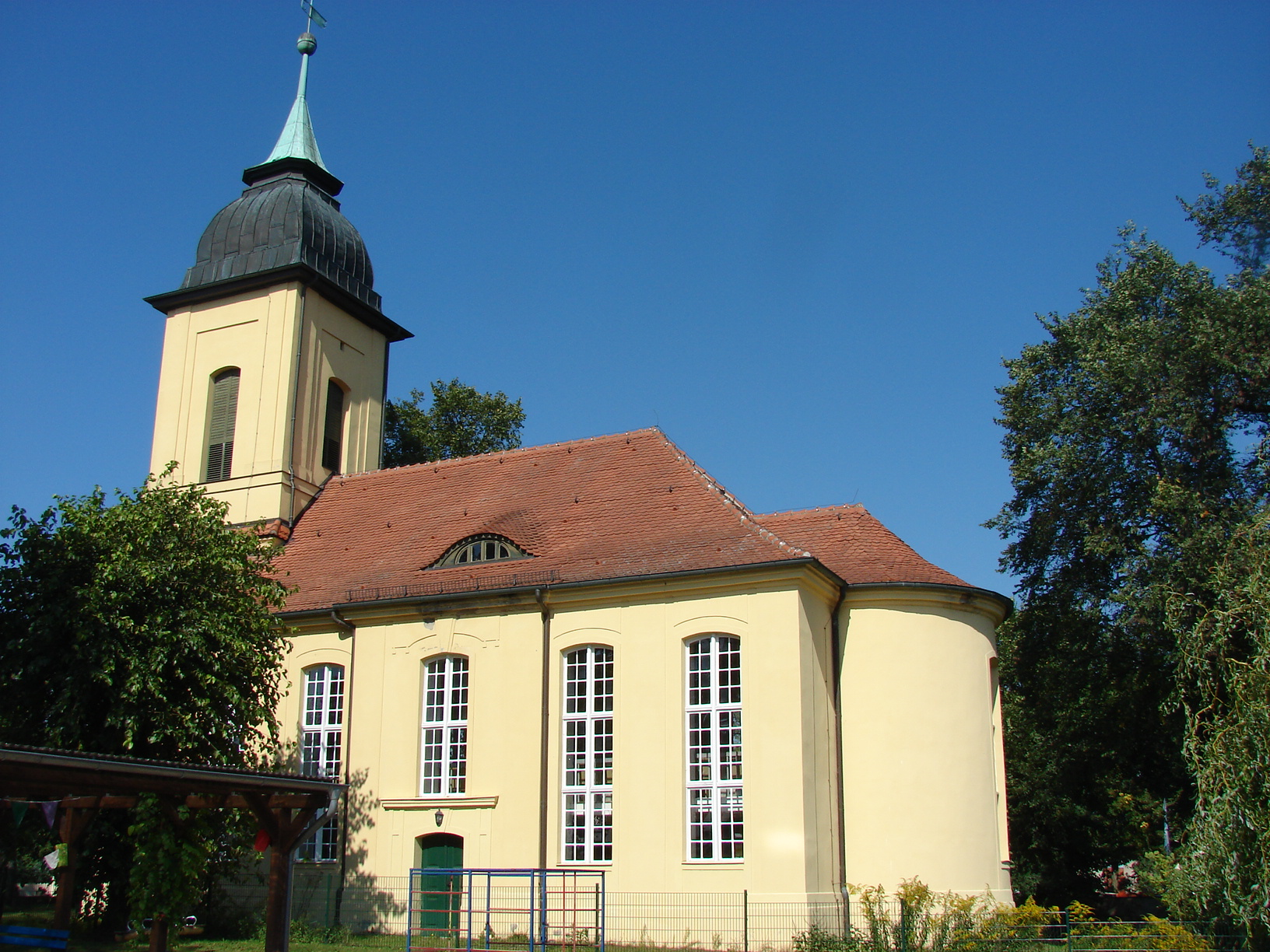
Dorfkirche Motzen

Die evangelische Dorfkirche Motzen ist eine barocke Saalkirche aus den Jahren 1754 und 1755 in Motzen, einem Ortsteil der Gemeinde Mittenwalde im Landkreis Dahme-Spreewald im Land Brandenburg. Die Kirchengemeinde gehört zum Kirchenkreis Zossen-Fläming der Evangelischen Kirche Berlin-Brandenburg-schlesische Oberlausitz.

## Lage
Die Karl-Marx-Straße führt als zentrale Verbindungsachse in Nord-Süd-Richtung durch den Ort. Von ihr zweigt die Kirchstraße nach Osten ab. Dort steht die Kirche auf einem Grundstück, das mit einer Mauer aus unbehauenen und nicht lagig geschichteten Feldsteinen eingefriedet ist.

## Geschichte
1346 wurde der Ort erstmals urkundlich erwähnt. Seine Bewohner errichteten auf einem Fundament aus Feldsteinen im Jahr 1395 eine erste hölzerne Kirche. Über ihr Aussehen und Schicksal ist bislang nichts bekannt. In den Jahren 1754 bis 1755 errichteten Handwerker unter dem Kirchenpatronat Friedrich II. einen Neubau. Sie erhielt um 1800 zwei Glocken aus der Gießerei Karl Thiele in Berlin. Im Jahr 1810 schlug ein Blitz in den Kirchturm ein. Die Kirchengemeinde beauftragte daraufhin Handwerker, eine neue Turmhaube nach Entwürfen des Berliner Architekten Carl Gotthard Langhans zu errichten. 1880 kam ein Pfarrhaus hinzu. 1890 traf erneut ein Blitz das Gebäude, die Sanierungsarbeiten im Innen- und Außenbereich erforderten. 1910 erbaute der Neuruppiner Orgelbauer Albert Hollenbach eine Orgel. 1930 ließ die Gemeinde eine umfangreiche Sanierung des Bauwerks vornehmen. Dabei wurde auch der Turm neu mit Kupfer eingedeckt. Dieser wurde im Zweiten Weltkrieg beschädigt und nur notdürftig repariert. In dieser Zeit musste die Gemeinde die Glocken im Zuge einer Metallspende des deutschen Volkes abgeben. Um 1955 erhielt sie die größere der beiden aus einem Glockenfriedhof zurück. 1988 war eine erneute Sanierung des Bauwerks erforderlich. Dieses Mal zogen sich die Arbeiten bis in das Jahr 1992. Drei Jahre später feierte die Gemeinde den ersten vor 600 Jahren erfolgten Kirchbau in Motzen. 2001 wurde die Orgel saniert; 2005 die 250-Jahr-Feier für die bestehende Kirche veranstaltet.

## Baubeschreibung
Das Bauwerk wurde aus Feldsteinen und Mauersteinen errichtet, die anschließend verputzt wurden. In der halbrunden Apsis ist nach Osten hin ein großes, gedrückt-segmentbogenförmiges Fenster. Am Übergang zum Dach ist ein umlaufendes Gesims.
Daran schließt sich nach Westen das Kirchenschiff an. Es hat einen rechteckigen Grundriss. Die Nord- und Südseite des Langhauses sind identisch aufgebaut. Im westlichen bzw. östlichen Teil sind je zwei hohe und ebenfalls gedrückt-segmentbogenförmige Fenster verbaut. Sie erstrecken sich annähernd über die gesamte Fassadenhöhe. Darüber sind breite Faschen angeordnet. Der mittlere Bereich des Bauwerks ist mit Lisenen gegliedert. Darin mittig eine Pforte, darüber ein weiteres, kleineres Fenster, das jedoch die Form der größeren Öffnungen aufnimmt. Das Satteldach ist nach Osten hin abgewalmt; an der Nord- und Südseite ist je eine Fledermausgaube.
Der quadratische Westturm ist gegenüber dem Schiff stark eingezogen. Er kann durch eine große Pforte von Westen her betreten werden. Im Glockengeschoss ist an jeder Seite eine segmentbogenförmige Klangarkade, die in einer vertieften und rechteckigen Blende eingelassen ist. Darüber ist eine geschweifte Haube, die mit Turmkugel und Wetterfahne abschließt.

## Ausstattung

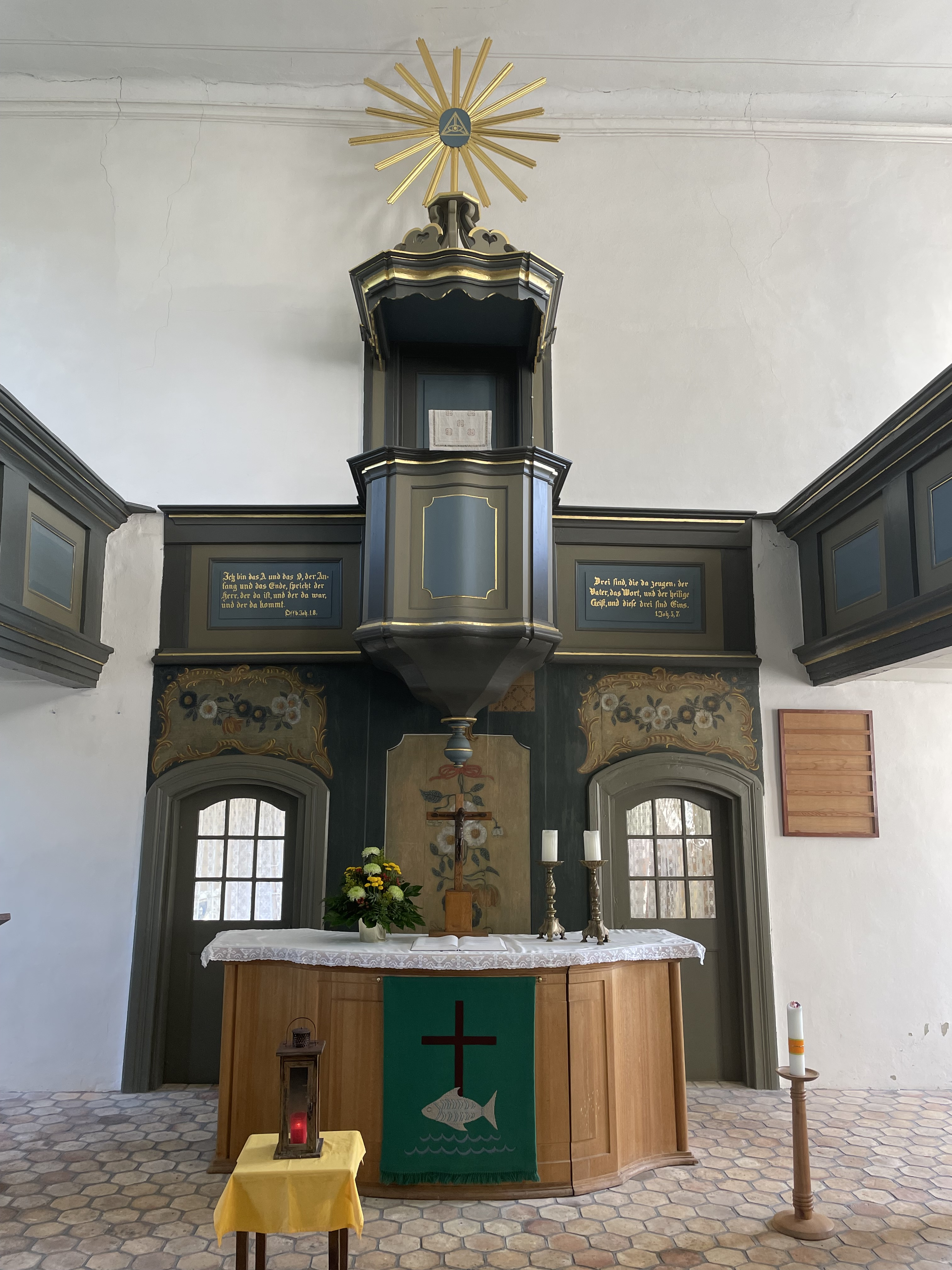
Altar

In der Apsis hat die Kirchengemeinde eine Sakristei eingerichtet.  Die Kanzel wurde in der Mitte der Ostwand eingebaut. Darunter ist eine Holzverkleidung, die im Zopfstil bemalt wurde. Das Bauwerk ist in seinem Innern flach gedeckt. Zu besonderen Anlässen holt die Kirchengemeinde aus dem benachbarten Haus des Gastes eine venezianische Bibel in die Kirche. Das Werk aus dem Jahr 1483 gilt als eine der ältesten gedruckten Bibeln der Mark Brandenburg.
Auf der Hufeisenempore steht eine Hollenbach-Orgel aus dem Jahr 1901 mit einem Manual und zehn Registern. Das Instrument wurde 2001 von Christian Scheffler restauriert.